# Crotalaria kapiriensis
Crotalaria kapiriensis är en ärtväxtart som beskrevs av De Wild.. Crotalaria kapiriensis ingår i släktet sunnhampor, och familjen ärtväxter. Inga underarter finns listade i Catalogue of Life.